# 孔光
孔 光（こう こう、紀元前65年 - 5年）は、前漢後期の人物。字は子夏。孔子の十四世の孫。父は元帝の師となった孔覇。

## 略歴
孔覇の末子であり、経書に明るく、20歳にならずして推挙され議郎となった。光禄勲匡衡が孔光を方正に推挙し、諫大夫となった。議論が合わなかったことを理由に虹県長に左遷され、辞職して帰郷し人に経書を教えた。成帝が即位すると推挙されて博士になり、冤罪や各地の風俗を視察し、流民に施しする使者となって目的にかない、有名になった。孔光は尚書となり、成帝は特に信頼し、尚書僕射、尚書令と昇進した。諸吏光禄大夫給事中に昇進し、領尚書事となった。後に領尚書事、給事中のまま光禄勲となった。
皇帝の質問に対しても口先で迎合することはせず、経書を拠り所にして答え、従えないことがあっても強く争うことはしなかった。また推挙することがあっても、自分がしたと知られるのを恐れた。休暇の際に家族と話すときでも政治のことは口にせず、朝廷の事はどんな些細なことも洩らすことはなかった。
永始2年（紀元前15年）に翟方進に代わって御史大夫に昇進した。綏和年間、後継ぎが生まれない成帝が弟の中山王と甥の定陶王から後継者を選ぶこととした時、丞相翟方進・大司馬驃騎将軍王根・右将軍廉褒・後将軍朱博と孔光を呼び寄せて相談した。他の者は全員が定陶王を支持したが、孔光だけは中山王を支持した。成帝は定陶王を選び、孔光は議論が意に沿わなかったことにより廷尉に左遷された。
孔光は廷尉にあっても法令に明るく、公平であると評判になった。淳于長の事件に連座して廉褒・朱博が罷免されると、彼らに代わって孔光が左将軍となった。綏和2年（紀元前7年）、丞相翟方進が自殺すると、孔光が後任に選ばれた。就任の用意が整い、印綬を授けるばかりとなっていた時に成帝が急死したため、その夜、成帝の遺体を前にして丞相・博山侯の印綬を受け取った。
皇太子に立てられていた元の定陶王が皇帝（哀帝）に即位すると、倹約を自ら実行し、皇帝自ら政務を執った。しかし哀帝の祖母である傅太后にしばしば脅かされ、皇太后の称号を得ようとする傅太后に大司空師丹と共に反対したが、師丹が罷免され、傅太后と裏で繋がっていた朱博が後任となると、孔光は讒言されて列侯を取り上げられ罷免された。孔光は家に帰り門を閉じた。
後任の丞相朱博は罪があって自殺し、次の平当はすぐに病死した。その次の王嘉は哀帝と対立していた。いずれも孔光には及ばなかったと言われ、哀帝もそう思うようになった。
元寿元年（紀元前2年）正月朔日、日食があり、十数日後には傅太后が死亡した。そこで孔光が招かれ、哀帝が日食について尋ねた。孔光はこの災異を戒めとして政務に励むべきと述べ、哀帝は喜んで孔光を光禄大夫、給事中にした。一月ほど後、丞相王嘉が獄死し、御史大夫賈延が罷免されると、孔光が再度御史大夫となり、次いで丞相に復帰し博山侯になった。
元寿2年（紀元前1年）、三公の官を定め、丞相から大司徒に改称された。直後に哀帝が死亡し、太皇太后王政君と王莽により中山王劉箕子が皇帝（平帝）に擁立され、政治は王莽に委ねられた。王莽は王太后が孔光を尊敬していることを知り、自分が攻撃しようとする者がいると、孔光にそのような上奏をするよう示唆するようにした。王莽の権力が日々盛んになるのを見て孔光は辞職を願ったが、王莽は王太后に「皇帝は幼いので師が必要だ」と述べ、孔光は太傅に就けられ、給事中となり禁中の宿衛や門戸を管轄した。元始元年（1年）には太師に進められ、王莽が太傅となった。孔光は常に病気と称し、王莽と並ぼうとはしなかった。王莽は孔光に自分の徳を称え、宰衡にするよう上奏することを示唆し、孔光はいよいよ恐れて辞職を願った。しかし王太后は慰留した。
元始5年（5年）に70歳で死亡した。葬礼は王鳳と同等とされ、簡烈侯と諡された。博山侯は子の孔放が継いだ。